# Lou Roy-Lecollinet
Lou Roy-Lecollinet, född 1 augusti 1996, är en fransk skådespelare.
Roy-Lecollinet har bland annat medverkat i filmerna Chimären och 50 vårar.

## Filmografi (i urval)
- 2017 – 50 vårar
- 2023 – Chimären